# 24 heures à New York
 (décembre 2023).
Si vous disposez d'ouvrages ou d'articles de référence ou si vous connaissez des sites web de qualité traitant du thème abordé ici, merci de compléter l'article en donnant les références utiles à sa vérifiabilité et en les liant à la section « Notes et références ».
Pour plus de détails, voir Fiche technique et Distribution.
24 heures à New York (Mutt) est un film dramatique américain écrit et réalisé par Vuk Lungulov-Klotz (en) et sorti en 2023.

## Synopsis
Depuis sa transition, Feña, un jeune homme trans, n'a plus de contact avec son père, son ex-petit ami et sa demi-sœur. Un jour, les trois refont surface dans sa vie.

## Fiche technique
- Titre : 24 heures à New York
- Titre original : Mutt
- Réalisation et scénario : Vuk Lungulov-Klotz
- Photographie : Matthew Pothier
- Montage : Adam Dicterow
- Musique : James Williams Blades et Taul Katz
- Société de distribution : Dulac Distribution (France)
- Pays de production :  États-Unis
- Langue originale : anglais
- Genre : drame
- Durée : 87 minutes
- Dates de sortie :
  - États-Unis : 18 août 2023
  - France : 9 août 2023

## Distribution
- Lio Mehiel : Fena
- Cole Doman : John
- MiMi Ryder : Zoe
- Alejandro Goic : Pablo
- Jari Jones : Fiona

## Distinctions

### Récompenses
- Festival du film de Sundance 2023 : Prix d'interprétation pour Lio Mehiel
- Berlinale 2023 : Prix du meilleur film - Mention spéciale du Jury de la sélection Generation 14plus

### Nominations
- Champs-Élysées Film Festival 2023 : Compétition des films américains